# Chilliwack Bruins
Die Chilliwack Bruins waren eine Eishockeymannschaft in Chilliwack, British Columbia. Das Team spielte von 2006 bis 2011 in der kanadischen Juniorenliga Western Hockey League. Die Heimspiele wurden im Prospera Centre ausgetragen.

## Geschichte
2005 versuchten die Eigentümer der Tri-City Americans, das Team nach Chilliwack zu verlagern. Dies wurde jedoch von den WHL-Funktionären abgelehnt. Daraufhin verkauften die damaligen Eigentümer ihre Anteile an den Americans, um ein neues Franchise in Chilliwack zu gründen. Infolgedessen mussten die vorher in Chilliwack ansässigen Chilliwack Chiefs nach Langley umziehen. Das Team startete mit Cheftrainer Jim Hiller in seine Premierensaison, in der es mit einer Bilanz von 25 Siegen und 40 Niederlagen die Playoffs erreichte und in der ersten Runde den Vancouver Giants unterlag. Beste Scorer für die Bruins in der Saison 2006/07 waren Mark Santorelli, Oscar Möller und Josh Aspenlind. In ihrer zweiten Spielzeit steigerte sich das Team vor allem im Offensivbereich, dabei übertraf Mark Santorelli als erster und einziger Spieler der Teamgeschichte die Marke von 100 Punkten.
Erneut gelang den Bruins der Einzug in die Endrunde, in der sie zum zweiten Mal in Folge auf die Vancouver Giants trafen und in der Best-of-Seven-Serie mit einem Sweep unterlagen, wobei alle vier Begegnungen mit einem Tor Unterschied endeten. Nachdem zur Saison 2008/09 diverse Leistungsträger wie Mark Santorelli, Oscar Möller, Brandon Campos und Nick Holden das Team verlassen hatten, folgte die schlechteste Spielzeit der Teamgeschichte. Mit lediglich 45 Punkten aus 72 Spielen wurden die Playoffs verpasst und Ryan Howse als Topscorer kam auf eine Bilanz von 44 Scorerpunkten. Als Konsequenz wurde Cheftrainer Jim Hiller entlassen und Marc Habscheid als Nachfolger engagiert. Habscheid stand in den folgenden zwei Spielzeiten ununterbrochen hinter der Bande und erreichte mit der Mannschaft jeweils die Endrunde, in der die Chilliwack Bruins abermals in der ersten Runde scheiterten.
Im April 2011 verkündete die WHL den Verkauf der Franchise und deren Umzug zur Saison 2011/12 nach Victoria, British Columbia.

## Saisonstatistik
Abkürzungen: GP = Spiele, W = Siege, L = Niederlagen, T = Unentschieden, OTL = Niederlagen nach Overtime SOL = Niederlagen nach Shootout, Pts = Punkte, GF = Erzielte Tore, GA = Gegentore, PIM = Strafminuten
| Saison  | GP | W  | L  | T | OTL | SOL | Pts | GF  | GA  | Platz             | Playoffs                 |
| ------- | -- | -- | -- | - | --- | --- | --- | --- | --- | ----------------- | ------------------------ |
| 2006/07 | 72 | 25 | 40 | — | 5   | 2   | 57  | 169 | 260 | 4., B.C. Division | Conference-Viertelfinale |
| 2007/08 | 72 | 28 | 35 | — | 4   | 5   | 65  | 206 | 241 | 3., B.C. Division | Conference-Viertelfinale |
| 2008/09 | 72 | 19 | 46 | — | 2   | 5   | 45  | 154 | 267 | 5., B.C. Division | nicht qualifiziert       |
| 2009/10 | 72 | 32 | 33 | — | 2   | 5   | 71  | 215 | 239 | 4., B.C. Division | Conference-Viertelfinale |
| 2010/11 | 72 | 33 | 31 | — | 4   | 4   | 74  | 227 | 255 | 3., B.C. Division | Conference-Viertelfinale |

## Teamrekorde

### Karriere
|                           | Name            | Anzahl                       |
| ------------------------- | --------------- | ---------------------------- |
| Meiste Spiele             | Ryan Howse      | 262 (in fünf Spielzeiten)    |
| Meiste Tore               | Ryan Howse      | 140                          |
| Meiste Vorlagen           | Mark Santorelli | 127                          |
| Meiste Punkte             | Ryan Howse      | 217 (140 Tore + 77 Vorlagen) |
| Meiste Strafminuten       | Brandon Manning | 415                          |
| Meiste Siege als Torhüter | Lucas Gore      | 51                           |
| Meiste Shutouts           | Lucas Gore      | 10                           |

### Saison
|                               | Name            | Anzahl                      | Saison  |
| ----------------------------- | --------------- | --------------------------- | ------- |
| Meiste Tore                   | Ryan Howse      | 51                          | 2010/11 |
| Meiste Vorlagen               | Mark Santorelli | 74                          | 2007/08 |
| Meiste Punkte                 | Mark Santorelli | 101 (27 Tore + 74 Vorlagen) | 2007/08 |
| Meiste Punkte als Rookie      | Mark Santorelli | 82 (29 Tore + 53 Vorlagen)  | 2006/07 |
| Meiste Punkte als Verteidiger | Nick Holden     | 60 (22 Tore + 38 Vorlagen)  | 2007/08 |
| Meiste Strafminuten           | Shayne Neigum   | 189                         | 2009/10 |
| Meiste Siege als Torhüter     | Lucas Gore      | 31                          | 2010/11 |

## NHL Entry Draft
| Draftjahr | Spieler         | Position | Team                |
| --------- | --------------- | -------- | ------------------- |
| 2007      | Oscar Möller    | 52.      | Los Angeles Kings   |
| 2007      | Mark Santorelli | 119.     | Nashville Predators |
| 2009      | Ryan Howse      | 74.      | Calgary Flames      |
| 2010      | Kevin Sundher   | 75.      | Buffalo Sabres      |
| 2010      | Tyler Stahl     | 167.     | Carolina Hurricanes |
| 2010      | Dylen McKinlay  | 189.     | Minnesota Wild      |